# Брайан, Джейн
Джейн Брайан (англ. Jane Bryan, 11 июня 1918, Голливуд, Калифорния — 8 апреля 2009, Пебл-Бич, Калифорния) — американская актриса.
Её кинокарьера продолжалась всего четыре года, но за это время она успела появиться в таких фильмах как «Меченая женщина» (1937), «Кид Гэлэхэд» (1937), «Простенькое дело об убийстве» (1938), «Сёстры» (1938), «Каждое утро я умираю» (1939), «Старая дева» (1939), «Эти гламурные девочки» (1939) и некоторых других. Компания «Warner Bros.» хотела сделать Джейн Брайан одной из ведущих голливудских актрис, но в 1940 году она вышла замуж за главу фармацевтической компании «Rexall Drug» Джастина Дарта и прекратила сниматься. Их брак продлился до смерти Джастина в 1984 году.
Её пасынок, Джастин Дарт мл. (1930—2002) был активистом за права инвалидов, а также консультантом при написании Закона о правах инвалидов в Америке в 1990 году. В последние годы жизни Джейн Брайан не давала никаких интервью.
Актриса скончалась у себя дома в Калифорнии 8 апреля 2009 года после продолжительной болезни. У неё осталось трое детей, трое внуков, двое правнуков, а также два брата.

## Избранная фильмография
- 1937 — Меченая женщина / Marked Woman … Betty Strauber
- 1937 — Кид Галахад / Kid Galahad … Marie Donati
- 1938 — Простенькое дело об убийстве / A Slight Case of Murder … Mary Marco
- 1938 — Сёстры / The Sisters … Grace Elliott Knivel
- 1938 — Братец крыса / Brother Rat … Kate Rice
- 1939 — Человек, который сумел / The Man Who Dared … Margaret 'Marge' Carter
- 1939 — Каждое утро я умираю / Each Dawn I Die … Joyce
- 1939 — Старая дева / The Old Maid … Clementina
- 1939 — Мы не одни / We Are Not Alone … Leni Krafft
- 1939 — Невидимые полосы / Invisible Stripes … Peggy
- 1939 — Эти гламурные девочки / These Glamour Girls …  Carol Christy